# Agalliopsis hamata
Agalliopsis hamata är en insektsart som beskrevs av Nielson och Carolina Godoy 1995. Agalliopsis hamata ingår i släktet Agalliopsis och familjen dvärgstritar. Inga underarter finns listade i Catalogue of Life.